# 仙龍寺 (文京区)
仙龍寺（せんりゅうじ）は、東京都文京区にある臨済宗妙心寺派の寺院。

## 歴史
1658年（万治元年）、大雲禅師によって開山された。元々は下車坂町（現・東京都台東区上野）に位置していた。
元禄時代、当寺住職だった智郷和尚は、播磨国赤穂藩の出身で大石内蔵助の伯父であったことから、赤穂浪士たちの密議の場所として当寺を提供していたという。
当寺は町人の檀家が一家もない、典型的な武家の寺であったため、明治以降の士族没落で経営が苦しくなったという。1901年（明治34年）に現在地に移転した。
当寺の本尊の阿弥陀如来は、鎌倉時代初期の作で、現在は文京区の文化財として指定されている。

## 交通アクセス
- 本駒込駅より徒歩2分。